# Ciochowice
Ciochowice (prononciation : [t͡ɕɔxɔˈvit͡sɛ]) est une localité polonaise de la gmina de Toszek, située dans le powiat de Gliwice en voïvodie de Silésie.